# Marek Rutkiewicz
Pour les articles homonymes, voir Rutkiewicz.
Marek Rutkiewicz, né le 8 mai 1981 à Olsztyn, est un coureur cycliste polonais.

## Biographie

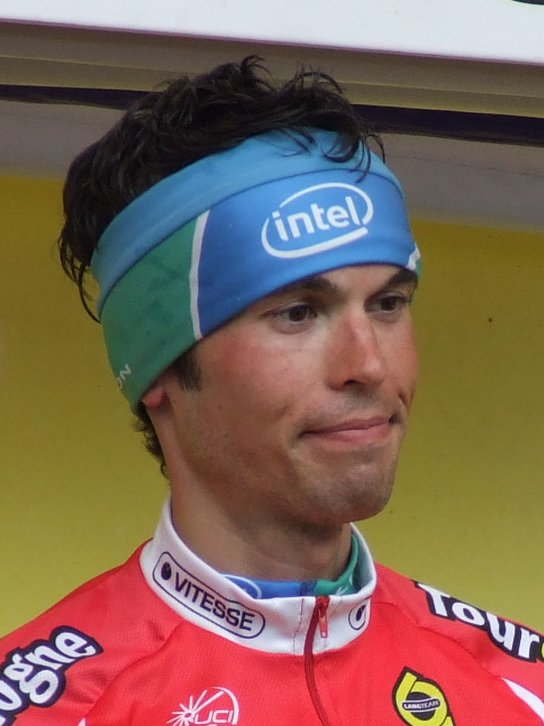
Marek Rutkiewicz lors du Tour de Pologne 2006.

Marek Rutkiewicz naît le 8 mai 1981 à Olsztyn en Pologne.
Membre de AC Boulogne-Billancourt, il entre dans l'équipe Cofidis qu'il quitte en 2003. Il a été impliqué dans l'Affaire Cofidis qui a éclaté début 2004 alors qu'il évolue pour la structure Action-ATI. En 2008, il court pour Mróz Action Uniqa, entre chez DHL-Author en 2009, puis retourne chez Mróz-Active Jet.
Il est contrôlé positif à la noréphédrine lors de la dernière étape du Bałtyk-Karkonosze Tour 2013 et il est provisoirement suspendu par son équipe le 21 juin. Il est à nouveau autorisé à courir à partir d'août, la Commission disciplinaire de la Fédération polonaise ayant estimé que les circonstances permettant d'assouplir la suspension prévue de deux ans. Elle a considéré que la substance était destinée à des fins de guérison, et non pour améliorer les performances.
En 2016, il intègre la formation Wibatech.

## Palmarès et classements mondiaux

### Palmarès sur route
- 2000[1]
  - 3e de Paris-Connerré
- 2002
  - 4e étape du Tour de l'Ain
- 2003
  - 2e du Grand Prix de Wallonie
- 2004
  - 6e étape du Tour de Pologne
- 2006
  - Tour de Malopolska :
    - Classement général
    - 2e étape
- 2008
  - 5e étape du Tour du lac Qinghai
  - 3e étape du Tour de Malopolska
  - 10e du Tour de Pologne
- 2009
  - 6e du  Tour de Pologne
- 2010
  -  Champion de Pologne de course de côte
  - Szlakiem Grodów Piastowskich :
    - Classement général
    - 1re étape

  - Coupe des Carpates
  - 3e du Mémorial Henryka Lasaka
  - 7e du Tour de Pologne
- 2011
  -  Champion de Pologne de course de côte
  - 4e étape du Szlakiem Grodów Piastowskich
  - 2e du Szlakiem Grodów Piastowskich
  - 2e de la Coupe des Carpates
  - 10e du Tour de Pologne
- 2012
  - Circuit des Ardennes
  - Szlakiem Grodów Piastowskich :
    - Classement général
    - 2e étape (contre-la-montre)

  - Małopolski Wyścig Górski :
    - Classement général
    - 3e étape

  - 3e du Bałtyk-Karkonosze Tour
- 2014
  - 2e du Szlakiem Grodów Piastowskich
- 2016
  - Visegrad 4 Bicycle Race - GP Czech Republic
  - 3e étape du Tour of Malopolska
  - 2e du championnat de Pologne sur route
  - 2e du Mémorial Roman Siemiński
  - 2e de la Visegrad 4 Bicycle Race - GP Polski
  - 2e de l'Horizon Park Classic
- 2017
  - CCC Tour-Grody Piastowskie :
    - Classement général
    - 2e étape

  - Classement général du Bałtyk-Karkonosze Tour
  - Szlakiem Wielkich Jezior
  - 2e du championnat de Pologne sur route
- 2018
  - 2e du Grand Prix Doliny Baryczy Milicz
  - 3e du Memorial im. J. Grundmanna J. Wizowskiego

### Résultats sur les grands tours

#### Tour d'Italie
- 2015 : 81e

### Classements mondiaux
| Année           | 2005 | 2006 | 2007 | 2008 | 2009 | 2010 | 2011 | 2012 | 2013 | 2014 | 2015 |
| --------------- | ---- | ---- | ---- | ---- | ---- | ---- | ---- | ---- | ---- | ---- | ---- |
| UCI Asia Tour   |      |      |      | 13e  |      |      | 253e |      |      |      |      |
| UCI Europe Tour | 324e | 256e | 967e | 210e | 601e | 64e  | 71e  | 25e  | 367e | 178e | 583e |